# Europarlamentari dell'Austria della IX legislatura
Gli europarlamentari dell'Austria della IX legislatura, eletti in occasione delle elezioni europee del 2019, sono stati i seguenti.

## Composizione storica
| Europarlamentare     | Lista                               | Gruppo    |
| -------------------- | ----------------------------------- | --------- |
| Alexander Bernhuber  | Partito Popolare Austriaco          | PPE       |
| Karoline Edtstadler  | Partito Popolare Austriaco          | PPE       |
| Claudia Gamon        | NEOS                                | RE        |
| Roman Haider         | Partito della Libertà Austriaco     | ID        |
| Hannes Heide         | Partito Socialdemocratico d'Austria | S&D       |
| Othmar Karas         | Partito Popolare Austriaco          | PPE       |
| Lukas Mandl          | Partito Popolare Austriaco          | PPE       |
| Georg Mayer          | Partito della Libertà Austriaco     | ID        |
| Evelyn Regner        | Partito Socialdemocratico d'Austria | S&D       |
| Andreas Schieder     | Partito Socialdemocratico d'Austria | S&D       |
| Simone Schmiedtbauer | Partito Popolare Austriaco          | PPE       |
| Günther Sidl         | Partito Socialdemocratico d'Austria | S&D       |
| Barbara Thaler       | Partito Popolare Austriaco          | PPE       |
| Monika Vana          | I Verdi                             | Verdi/ALE |
| Harald Vilimsky      | Partito della Libertà Austriaco     | ID        |
| Bettina Vollath      | Partito Socialdemocratico d'Austria | S&D       |
| Sarah Wiener         | I Verdi                             | Verdi/ALE |
| Angelika Winzig      | Partito Popolare Austriaco          | PPE       |

## Modifiche intervenute

### Partito Popolare Austriaco
- In data 23.01.2020 a Karoline Edtstadler subentra Christian Sagartz.

### Europarlamentari eletti per effetto dell'attribuzione di seggi ulteriori
- In data 01.02.2020 è proclamato eletto Thomas Waitz (I Verdi, gruppo Verdi/ALE).